# Leonhart Fuchs
Leonhart Fuchs (Wemding, 17 gennaio 1501 – Tubinga, 10 maggio 1566) è stato un botanico e medico tedesco.

## Biografia

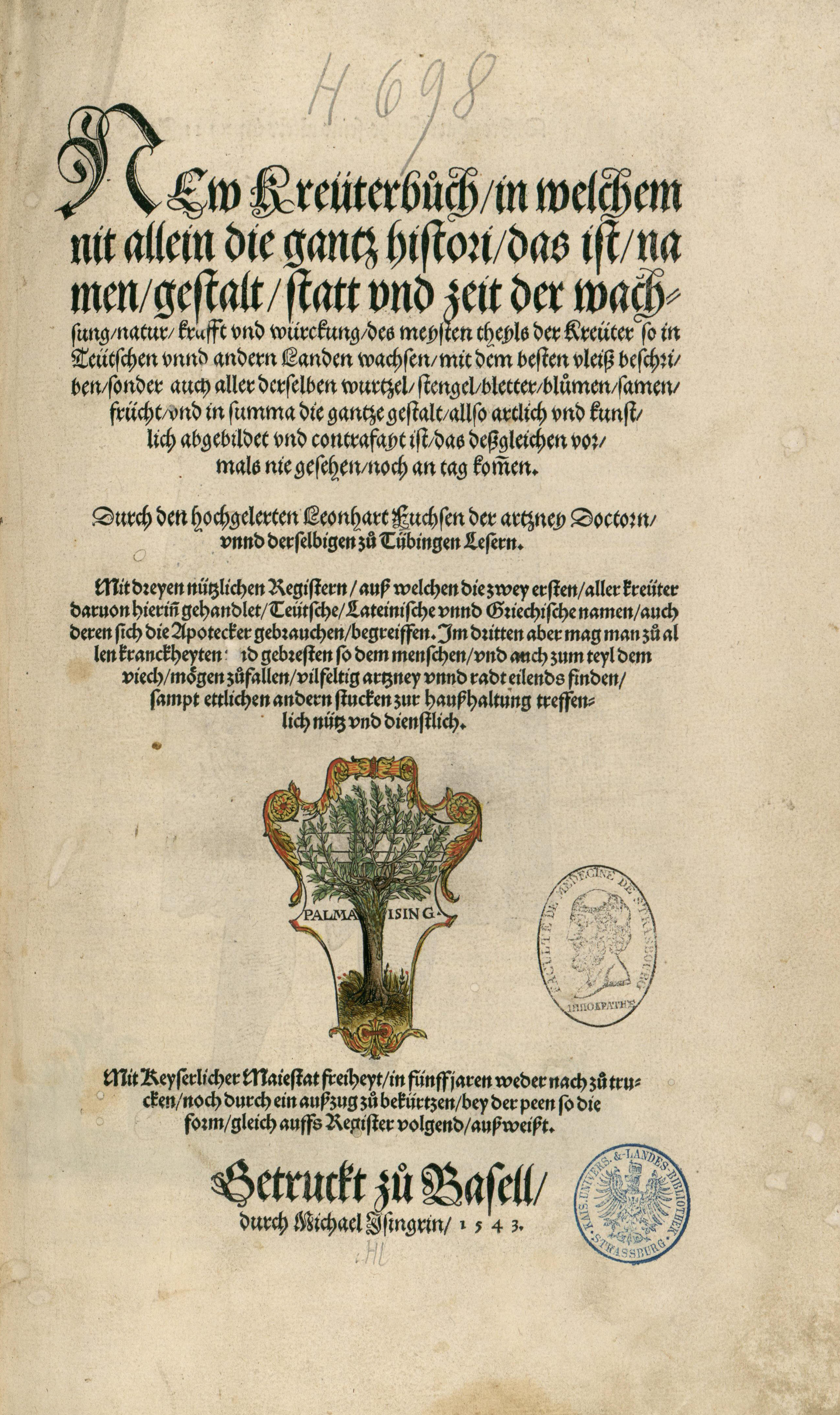
New Kreüterbuch, copertina dell'edizione basilese del 1543

Dopo i primi studi a Wemding, Heilbronn e Erfurt, nel 1515 Fuchs entrò all'università di Erfurt per studiare filosofia e storia naturale. Nel 1516 tornò a Wemding, dove aprì una scuola privata, chiusa dopo appena un anno. Nel 1519, sotto l'umanista ed ebraista Johannes Reuchlin, studiò all'università di Ingolstadt greco, latino, ebraico e filosofia. Completati questi studi nel 1521, si dedicò alla medicina, diventando dottore nel 1524.
Tra il 1524 e il 1525 esercitò la professione a Monaco; nel 1526 insegnò medicina a Ingolstadt. Nel 1528 abbandonò questa città a causa di conflitti con la Chiesa cattolica romana locale, recandosi a servizio del margravio Giorgio di Brandeburgo-Ansbach ad Ansbach. Nel 1531 fece ritorno a Ingolstadt, ma nel 1533 era di nuovo ad Ansbach. Nel 1535 insegnò medicina all'Università di Tubinga, dove fu nominato rettore per sette volte, e dove visse con la sua numerosa famiglia nella casa chiamata Nonnenhaus, ancora presente nella città. Qui allestì un orto botanico tra i primi concepiti in Europa. L'imperatore Carlo V lo elevò alla dignità nobililiare.
Fuchs è annoverato tra i padri fondatori della botanica tedesca ed è uno dei principali rappresentanti del neo-galenismo. Scrisse oltre 50 volumi, tra libri e trattati. La sua grande fama fu acquisita con i libri sulle piante. Nel 1542 pubblicò in latino De Historia Stirpium commentarii insignes, il suo primo libro su questo argomento, nel 1543 il New Kreüterbuch (Nuovo libro sulle erbe), che pochi mesi dopo fu tradotto in olandese. In quest'opera vengono descritte oltre 400 piante europee e più di 100 piante esotiche, corredate da 511 xilografie. Il suo monumentale lavoro Histori non trovò editori. Il manoscritto, con oltre 1500 immagini di essenze, venne trovato dopo la sua morte e oggi è conservato intatto a Vienna presso la Biblioteca nazionale austriaca. Delle tavole del suo libro sulle piante invece rimangono solo pochi fogli.

## Tassonomia
Il botanico Charles Plumier diede il nome in suo onore al genere delle piante Fuchsia e alle piante della famiglia delle Onagraceae. Carl von Linné rinominò questa famiglia.

## Opere
- (NL) Den nieuwen herbarius, Basel, Michael Isengrin, 1543.
- (LA) De historia stirpium commentarii insignes, Lyon, Balthazar Arnoullet, 1549.